# Ops

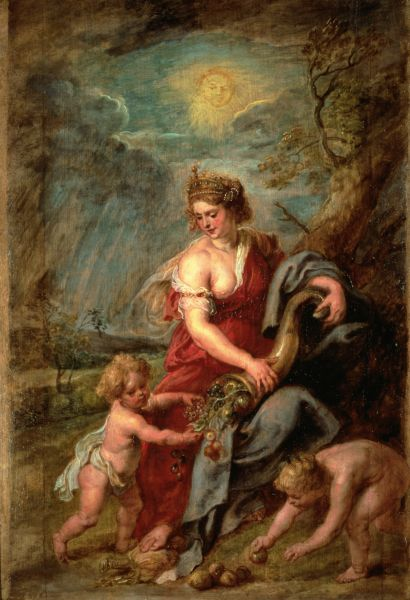
Peter Paul Rubens: Ops con dos niños.

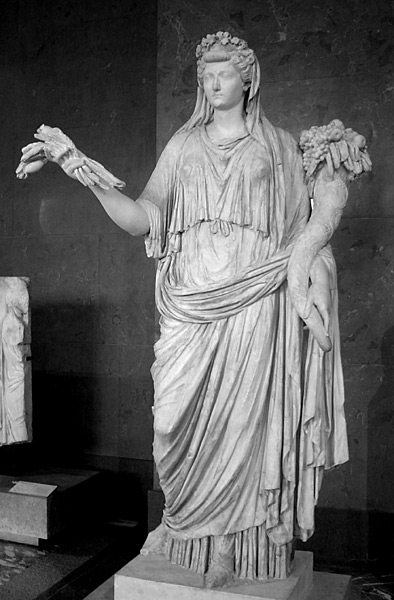
Estatua de Livia Drusila como Ops, con gavilla de trigo y cornucopia. Mármol romano, siglo I d. C.

En la mitología romana, Ops, Opis u Ope (en latín ‘abundancia’) era una diosa de la fertilidad y la tierra de origen sabino. Su marido era Saturno, el generoso monarca de la edad dorada. Al igual que Saturno era identificado con el dios griego Cronos, Ops lo era con Rea, la esposa de Cronos. En sus estatuas y monedas, Ops se representaba sentada, como se hacía normalmente con las deidades ctónicas, y suele sujetar un cetro o una espiga de trigo como atributo principal.

## Mitos
Higino dice que Ops y otros titanes nacieron de la unión entre Éter y Tierra.  Otros, en cambio dicen que Saturno, Ops y Jano nacieron de Caelus (Cielo) y Trivia.  Una versión tardía la imagina como hija del Cielo y Vesta. Agustín de Hipona dice que Opis es la fuerza que causa «los llantos de las criaturas (bebés) cuando abren la boca».  Otros más refieren a la esposa de Saturno como Rea y obvian a Ops. Ovidio dice que Saturno tomó a su hermana Ops como esposa.  Fueron los padres de Vesta, Ceres, Juno, Júpiter, Plutón y Neptuno.  O bien de Júpiter, Neptuno, Plutón, Juno, Glauca y un hijo primogénito innominado.  Para algunos Ops es simplemente otro nombre de Tellus.
Después de que Ops hubo engendrado por obra de Saturno a Júpiter, Juno le preguntó si se lo entregaba. Cuando Saturno le preguntó a Ops por el recién nacido, para devorarlo, Ops le mostró en su lugar una piedra envuelta en paños como si se tratase de un bebé, entonces Saturno la devoró.  Otros más dicen que en el momento en que Ops llevó a Saturno una piedra, fingiendo que era el Júpiter niño, Saturno le ordenó a Ops que le ofreciera leche al supuesto niño. Cuando Ops apretó su pecho contra piedra, la leche que se derramó formó el círculo de estrellas (Vía Láctea).
Otra versión nos dice que Saturno y su hermano Titán peleaban por el gobierno. Ceres y Ops convencieron a su hermano Saturno para que no cediera a su hermano en asuntos del reino. Titán, que era más feo que Saturno, al ver que su madre Vesta y hermanas apoyaban a este, consintió que este fuera el rey. Como consecuencia hizo un pacto con Saturno: si le nacía a este un hijo varón, no le criaría. Ops y Saturno tuvieron un primer hijo que fue muerto a manos de Saturno y Titán. Después Ops alumbró dos gemelos: Júpiter y Juno; llevaron a la presencia de Saturno a Juno y escondieron a Júpiter. Más tarde Ops dio a luz a Neptuno a espaldas de Saturno y también lo escondió. Finalmente tuvo en un tercer parto a los gemelos Plutón y Glauca. Entonces mostraron a Saturno a su hija Glauca, que murió siendo niña, pero ocultaron y escondieron a su hijo Plutón. Titán, habiéndose enterado de que Saturno y Ops habían engendrado hijos varones, encarceló a ambos y los sometió a vigilancia. Júpiter cuando se hizo adulto liberó a sus padres.
Cuando Saturno estaba teniendo relaciones sexuales con su amada Fílira, su esposa Ops llegó y Saturno, temiendo a su esposa, mudó su forma en la de caballo para no ser descubierto.  Se cree que la esposa de Saturno es la madre de los dioses. Ops es la misma que Rea, Berecintia o Cibeles. Como dice Fulgencio, este nombre fue elegido por el hecho de que ella traía ayuda a los hambrientos, dándoles frutos.  Dicen que Ops es una madre de gran edad y corpulenta, porque la tierra es la procreadora de todas las cosas. Es corpulenta porque el elemento tierra es más grueso y corpulento que el resto.

## Etimología
En los escritos latinos de la época, el nominativo singular (Ops) no se usa, usando los autores clásicos sólo la forma Opis. De acuerdo con Festo, «se decía que Ops era la esposa de Saturno. Con ella se designaba a la tierra, por la tierra distribuye todos los bienes al género humano».  La palabra latina ops significa ‘riqueza’, ‘bienes’, ‘abundancia’, ‘dones’, ‘munificencia’. También está relacionada con opus, que significa ‘trabajo’, particularmente en el sentido de ‘trabajar la tierra’, ‘arar’, ‘sembrar’. Estas actividades se consideraban sagradas y eran a menudo acompañadas por rituales religiosos con el objeto de lograr la buena voluntad de las deidades ctónicas como Ops y Conso. Ops también está relacionada con la palabra sánscrita ápnas, ‘bienes’, ‘propiedad’.

## Culto
El culto de Ops fue (míticamente) establecido por el rey Tito Tacio de los sabinos. Ops pronto se convirtió en la patrona de las riquezas, la abundancia y la prosperidad, tanto a nivel personal como nacional. Ops tenía un famoso templo en la tríada capitolina. Originalmente se celebraba una fiesta en honor de Ops el 10 de agosto. Adicionalmente, el 19 de diciembre (según algunos, el 9 de diciembre) se celebraba la Opalia. El 25 de agosto tenía lugar la Opiconsivia. Invariablemente asociada con Conso, Ops era honrada junto a él en la Opalia y la Opiconsivia. Estas fiestas también eran llamadas Consualia en honor de Conso (Consus, en latín).